# Carmine Crocco

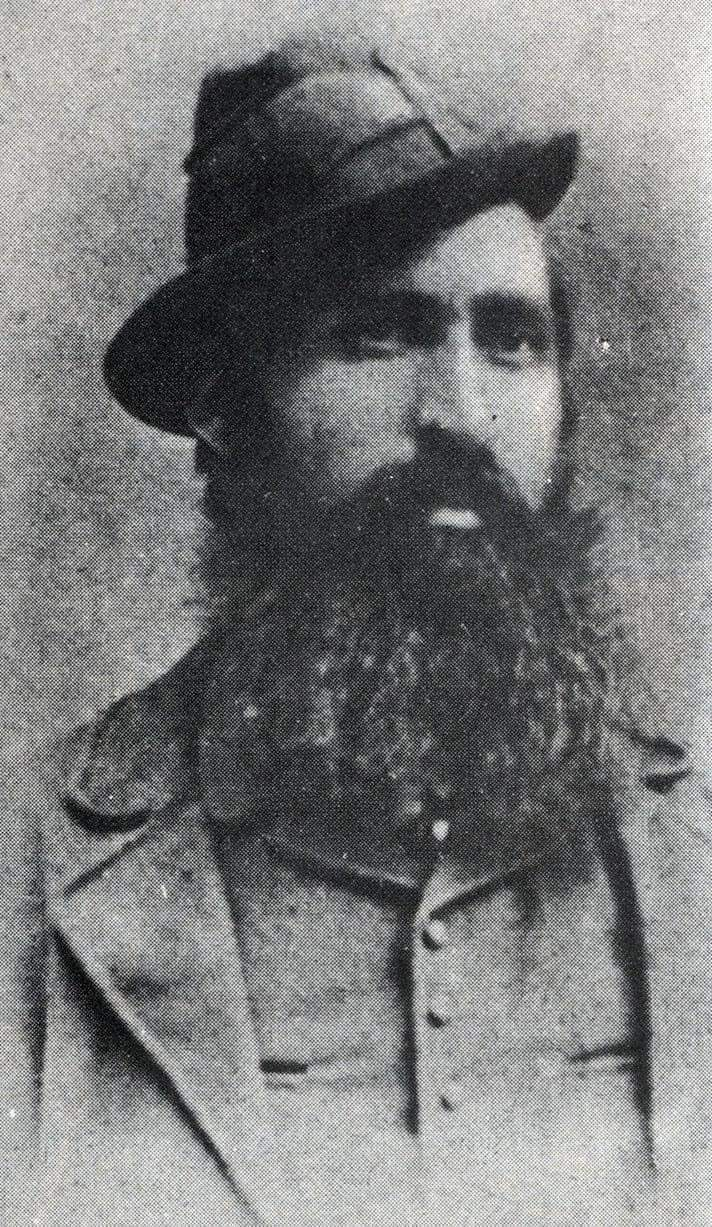
Carmine Crocco

Carmine Crocco, född 5 juni 1830 i Rionero in Vulture, Basilicata, död 18 juni 1905 i Portoferraio, Toscana, var en legendarisk italiensk bandit.
Strax efter Italiens enande, bildade han en armé av 2000 män och leder den mest fruktade gängen i södra Italien. 1867 greps han i Kyrkostaten och utlämnades till Kungariket Italien efter annektering av Rom.
Crocco dömdes till döden men 1873 omvandlades straffet till livstids fängelse.